# (9937) Triceratops
(9937) Triceratops – planetoida z pasa głównego asteroid okrążająca Słońce w ciągu 3 lat i 233 dni w średniej odległości 2,36 j.a. Została odkryta 17 lutego 1988 roku. Przed nadaniem nazwy planetoida nosiła oznaczenie tymczaoswe (9937) 1988 DJ2.